# The Vision, the Sword and the Pyre II
The Vision, the Sword and the Pyre II ist das neunzehnte Studioalbum der deutschen Progressive-Rock- und Artrock-Band Eloy. Es bildet den Abschluss des zweiteiligen Konzeptalbums über das Schicksal Jeanne d’Arcs (1412–1431) und ist 2019 unter dem Musiklabel Artist Station erschienen.

## Entstehungsgeschichte
Seit den frühen 1990er Jahren hegte Frank Bornemann den Wunsch ein Album über das Leben der Jungfrau von Orleans zu realisieren. Nach den Songs Jeanne d’Arc auf dem Album Destination von 1992 und Company of Angels auf The Tides Return Forever von 1994, und nach mehrjährigen Vorarbeiten erschien 2017 der erste Teil des zweiteiligen Konzeptalbums The Vision, the Sword and the Pyre I, welches mit diesem Werk abgeschlossen wurde.
Die Songs wurden im Artist Station Production Studio Hannover und zusätzliche Parts in Bornemanns Horus Sound Studios aufgenommen.
Das Coverart des Albums stammt von Michael Narten, der auch schon die Motive von Ra (1988), Visionary (2009) und The Vision, the Sword and the Pyre I (2017) lieferte.

## Besetzung
- Frank Bornemann: E-Gitarre, Gitarre, Gesang, Keyboards
- Klaus-Peter Matziol: E-Bass
- Michael Gerlach: Keyboards
- Hannes Folberth: Keyboards:
- Stephan Emig: Schlagzeug, Perkussion

### Gastmusiker
- Artur Kühfuss: Keyboards (1, 3)
- Kinderchor der Marktkirche Hannover: Chor (1, 5)
- Laila Nysten: Gesang (1)

### Technik
- Produktion: Frank Bornemann
- Tonaufnahme: Martin Steidl, Niklas Fischer, Michael Gerlach, Arne Neurand
- Tontechnik: Arne Neurand, Benjamin Schäfer, Timo Soist
- Mastering: Hendrik Pauler

## Titelliste
Alle Titel wurden von Frank Bornemann komponiert und geschrieben.
1. An instant of relief … still the war rages on – 6:28
2. Between hope, doubts, fear and uncertainty – 2:12
3. Patay – 5:23
4. Joy – 3:45
5. Reims … the coronation of Charles VII – 2:29
6. Résumé – 2:44
7. Armistice or war? – 4;25
8. Paris – 3:47
9. Abandoned – 4:43
10. Compiègne – 5:10
11. Tormenting imprisonment – 2:25
12. Rouen – 4:40
13. Eternity – 3:48

## Rezeption
Das Album platzierte sich eine Woche in den deutschen Albumcharts und erreichte am 4. Oktober 2019 Platz 25. Darüber hinaus erreichte das Album am 6. Oktober Rang 82 der Schweizer Hitparade.
| ChartsChartplatzierungen | Höchstplatzierung | Wochen |
| ------------------------ | ----------------- | ------ |
| Deutschland (GfK)        | 25 (1 Wo.)        | 1      |
| Schweiz (IFPI)           | 82 (1 Wo.)        | 1      |